# Jules Ier
Jules Ier, né à Rome vers 280 et mort dans la même ville le 12 avril 352, est un évêque de Rome qui accède à l'épiscopat le 6 février 337. Selon le comput ecclésiastique de la tradition catholique, il est le 35e pape.
Son épiscopat est marqué par la crise arienne dans laquelle il prend parti pour le nicéen Athanase d'Alexandrie, par le synode de Sardique en 343 et par la revendication qui y est faite par la délégation romaine de la juridiction universelle d'appel pour trancher les conflits ecclésiaux, au nom de sa prééminence apostolique.

## Biographie
Mis à part son implication dans la crise arienne qui traverse le christianisme de l'époque, les éléments biographiques le concernant sont ténus, composés de sources éparses : une inscription parcellaire, six éléments de sa correspondance, de courtes notices dans le Catalogus Liberianus et le Liber Pontificalis.

### Éléments biographiques

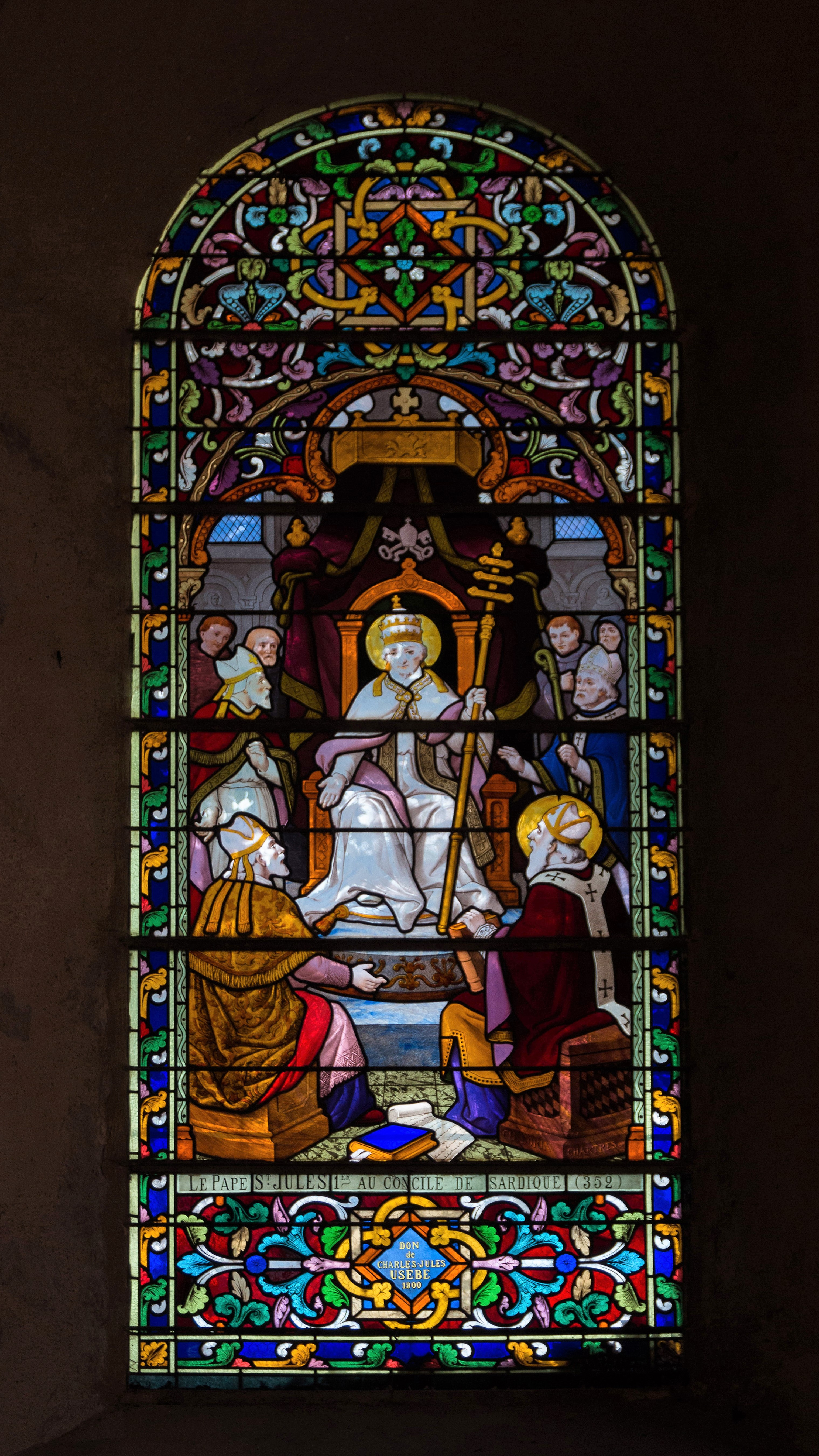
Vitrail de Charles Lorin « Le pape St Jules Ier au concile de Sardique (352) - Chartres 1900 ».

Après l'éphémère épiscopat de Marc, le siège reste vacant pendant quatre mois pour une raison inconnue. Jules, natif de Rome et fils d'un certain Rusticus, y est élu le 6 février 337, année de la mort de l'empereur romain Constantin.
C'est sous son épiscopat que remonte la création de la chancellerie apostolique, le plus ancien dicastère de l'Église catholique romaine, dont le fonctionnement est calqué sur les procédures de l'administration romaine.
Selon le Liber Pontificalis, il nomme dix-huit prêtres, quatre diacres et neuf évêques au nombre desquels figure Donat, évêque d'Arezzo, mais ces consécrations relèvent davantage de la tradition que de l'histoire. C'est également à son époque qu'ont été élevées plusieurs édifices religieux qui lui sont attribués comme la basilique Sainte-Marie-du-Trastevere ou encore la basilique des Douze Apôtres communément nommée à l'époque la Basilica Juliana.
Il meurt le 12 avril 352 et est enterré aux catacombes de Calépodius sur la via Aurelia. Sa dépouille est ensuite transférée par le pape Adrien Ier, en 790, en la basilique Sainte-Marie-du-Trastevere où il repose désormais. Il est célébré comme saint par l'Église catholique le 12 avril.

### Crise arienne
Peu après son accession à l'épiscopat, une délégation orientale d'évêques menée par Eusèbe de Nicomédie sollicite la communion de Jules pour le candidat arien au siège épiscopal d'Alexandrie, contre le nicéen Athanase d'Alexandrie. Ce dernier, qui a retrouvé son siège après en avoir été écarté par le concile de Tyr, envoie à son tour une délégation pour appuyer son point de vue.
L'évêque de Rome propose une conciliation mais l'évêque alexandrin est à nouveau expulsé de son siège par l'empereur romain Constance II et s'exile à Rome, accompagné de membres de son clergé. Jules donne alors sa communion à Athanase, s'aliénant la délégation arienne qui refuse de participer à un synode à Rome, estimant que son évêque s'est posé en juge d'appel, au mépris de la régionalisation des juridictions ecclésiastiques validées par le premier concile de Nicée.
Jules argue qu'il n'a fait que poursuivre la coutume d'établir l'unité ecclésiale « dans la manifestation concrète de la fraternité collégiale par l'échange de lettres de communion » et le synode romain, qui se tient en 340 ou 341, annule l'élection du concurrent d'Athanase.
Les co-empereurs romains Constant Ier et Constance II, sous les demandes répétées des protagonistes de la crise, convoquent en 343 le concile de Sardique où les délégations orientales et occidentales siègent chacune de leur côté et s'excommunient réciproquement. Les occidentaux rédigent un symbole de foi pro-nicéen qui tente de donner une base juridique à la primauté du siège épiscopal romain qui reste, dans l'immédiat, sans impact tandis qu'après le retour d'Athanase à Alexandrie en 346, le siège de Rome connaît un effacement relatif dans les années qui suivent, non sans que Jules rétablisse Marcel d'Ancyre, accusé de sabellianisme, sur son siège en 353.
Ces évènements traduisent la césure ecclésiologique qui se dessine entre l'Occident, qui commence à revendiquer la primauté du « Siège apostolique » héritier de Pierre et Paul, et l'Orient, qui fait valoir sa priorité dans la réception et la transmission de la foi chrétienne.

## Correspondance
Six lettres écrites par Jules ou lui étant adressées sont conservées, qui représentent un peu moins de 800 lignes de texte. Les deux lettres qui lui sont attribuées sont rédigées en grec, ainsi que l'une de celles qui lui sont adressées, les trois autres étant en latin. Elles portent toutes sur la controverse arienne. L'ensemble se divise en trois paires : la première date du synode romain où sont évoqués les cas des évêques déchus Athanase d'Alexandrie et de Marcel d'Ancyre, les deux suivantes datent de 343 et sont envoyées à Jules par ses délégués du concile de Sardique et les deux dernières, datées de la deuxième moitié des années 340, contiennent, pour l'une, les facilitations de Jules à Athanase qui a retrouvé son siège, pour l'autre, une demande de retour en communion des évêques Ursace et Valens de Mursa, précédemment opposés à l'évêque d'Alexandrie.
Outre ces écrits authentifiés par l'exégèse, on dénombre deux douzaines de documents ou de forgeries épistolaires attribuées à l'évêque romain, étalées sur une période allant du début du Ve siècle au XIIe siècle.